# Serra Mariola
La serra de Mariola, o simplement Serra Mariola, és una alineació muntanyenca entre les comarques de l'Alcoià, el Comtat i la Vall d'Albaida, al País Valencià. El punt culminant de la serra és el cim del Montcabrer amb 1.390 metres sobre el nivell de la mar.
La serra va ser declarada Parc natural per la Generalitat Valenciana l'any 2002 donat els valors mediambientals, paisatgístics i socioculturals d'especial rellevància que concentra.

## Situació geogràfica
La serra Mariola, de clara orientació bètica (de nord-est a sud-est), forma part del sector prebètic valencià i està delimitat per la valleta d'Agres al nord (amb els pobles d'Alfafara i Agres), la capçalera de la vall de Biar al nord-oest (entre Bocairent i Banyeres de Mariola), la vall del riu Polop i la foia d'Alcoi al sud, i la foia de Cocentaina per l'est, amb Cocentaina i Muro.
Esdevé un massís muntanyós de primer ordre donades les dimensions (uns 20 quilòmetres de llargada i uns 13 d'amplada), les alçades (per sobre dels 1.000 metres) i la riquesa botànica que atresora.
A l'interior del massís de la serra de Mariola podem distingir diversos subsectors o serres que li confereixen el caràcter de sistema muntanyós com la serra de la Font Freda al sud-oest, que enllaça amb la serra d'Onil, el massís de Benifarraig a la vessant nord-oest a l'altura de Bocairent.
La serra presenta una pluviometria abundant entre els 400 i els 800 mil·límetres, segons el sector. El sector nord-est és més humit per estar a l'ombria i més a prop de la costa i per tant més influenciat pels vents humits de llevant. Les fonts i brolladors són nombroses i són l'origen de tres grans rius valencians: el Vinalopó, el Serpis i el Clariano.
La carretera comarcal CV-794 entre Bocairent i Alcoi travessa la serra de nord a sud subdividint-la en dues meitats i permet l'accés al cor de la mateixa.

## Relleu i geomorfologia
La serra Mariola forma un anticlinal constituïda quasi exclusivament per materials càlcics, majoritàriament calcàries, dolomies i margues cretàcies, tot i que també es poden trobar materials triàsics del Keuper (a la zona del barranc del Cint) i juràssics (a la Lloma de Muro). Les valls que l’envolten estan cobertes per margues blanques del Miocè.
Els relleus més agrestes els trobem al sector nord-oriental on la serra ascendeix a les màximes altures amb el cim del Montcabrer (1.390 m.), l'Alberri (1.354 m.), el Morro del Comptador o el Teix (1.263 m.). Ací l'anticlinal presenta una fractura per una gran falla que provoca un gran salt de 800 metres en tan sols uns pocs quilòmetres amb el fons de la vall.
En avançar cap al sud-oest, cap a la serra de la Font Freda, la serra perd en gran manera l’agressivitat i es conforma un relleu més suau, tot i que les cotes principals són al voltant dels 1.000 m. sobretot a l’alt del Sotarroni (1.079 m.). Alguns punts elevats d’aquest sector són l'Alt de l’Eixarc (1.095 m), Sant Jaume (957 m) o el Capollet de l’Àguila (964 m).
Al bell mig de la serra, entre la façana nord i l'alineació de la Font Freda, trobem un seguit planes i foies amb pendents molt suaus i voltades per totes bandes d’altures superiors. Són els plans d'Aparisi, de Santa Bàrbara, dels Assencis o la foia del Bobalar. En aquesta zona, pròxima a la Font de Mariola, s’han depositat formant masses destacables les argiles producte dels processos de descarbonatació de les roques calcàries (és a dir, la pèrdua per dissolució dels materials carbonatats, la qual cosa deixa un sediment acolorit per la presència d’òxids de ferro).

## Vegetació i flora
La serra de Mariola ha estat i està en el punt de mira de molts botànics d'arreu del món per la seua singularitat i diversitat florística. Més de 1.200 espècies de plantes superiors han estat catalogades a la Mariola (fins a 2.000 segons alguns autors), pel qual moltes d'aquestes porten l’epítet «mariolense» al seu nom. Els endemismes presents s'identifiquen en la divisió corològica «sector setabense», i són presents també a la serra d'Aitana com la bracera de penya (Centaurea mariolensis), o la famosa sàlvia de Mariola (Salvia blancoana subsp. mariolensis), ambdues exclusives del territori valencià.
L'abundància d'herbes aromàtiques ha estat ben palesa, no només al món científic, també en la cultura popular com a remei per a les malalties, aromatitzants de menjars i begudes o com a condiments. Cal fer esment a la esmentada sàlvia de Mariola, el romer o romaní (Salvia rosmarinus), el timó (Thymus vulgaris), el rabet de gat (Sideritis angustifolia), la camamilla (Matricaria chamomilla), l'apreciat i escàs timó reial (Dictamnus hispanicus), la pebrella (Thymus piperella), l'espígol (Lavandula latifolia), la santònica o betònica (Stachys heraclea ssp. valentina), el pericó o pinzell (Hypericum ericoides), el te de roca (Chiliadenus glutinosus) i un llarg etcètera que han servit per a l'elaboració del conegut licor d'herbes que a la zona és anomenat «herber». El producte elaborat més conegut que sorgeix de les plantes de Mariola és el licor «Herbero», que compta amb una Denominació Geogràfica que controla la seua elaboració.
Els boscos de pi blanc (Pinus halepensis), de fàcil i ràpid desenvolupament després dels persistents incendis forestals i altres processos de degradació, predominen a la Serra de Mariola. Tot i això encara podem trobar bons exemples de vegetació potencial climàtica. Principalment els boscos de carrasques (Quercus ilex subsp. rotundifolia) però també són característics els boscos mixtos de gal·ler (Quercus faginea) i fleix (Fraxinus ornus) als llocs més frescos per les rodalies del Montcabrer o el Morro del Comptador, i fins i tot vorejant alguns barrancs humits. Junt a aquests apareixen altres arbres, com ara l’auró (Acer granatense), la moixera (Sorbus aria), el pi negral (Pinus nigra) i el teix (Taxus baccata); d’aquesta darrera espècie es conserva una petita però interessant població, molt famosa, al paratge conegut com la Teixera d’Agres, considerat el bosc de teixos més meridional d'Europa. També hi ha bons exemples de vegetació edàfica, com per exemple els boscos de ribera, localitzats en aquest cas a la capçalera del Vinalopó.
També cal fer especial menció de les comunitats vegetals associades a les nombroses fonts i brolladors naturals de Mariola, com per exemple el cas de l'espectacular tosca de la font del Molí Mató, i també la vegetació rupícola (amb importants endemismes) i d'altura (amb el pic del Montcabrer com a protagonista i un interessant component relicte).

## Fauna
La fauna present a la serra de Mariola és tan diversa com la variada comunitat vegetal de la mateixa. Esmentar dels grups més aparents, amfibis com la granota comuna o el gripau comú, entre d'altres, rèptils com la sargantana comuna, cuallarga i cendrosa, alimentant-se d'insectes i altres invertebrats, el fardatxo, la serp d'aigua, la serp blanca, verda, de ferradura, el sacre, que se n'alimenten dels anteriors, de micromamífers i de menuts passerells. Entre aquests darrers, i per destacar-ne alguns dels més comuns, hi ha granívors com el pinsà, la perdiu o el gafarró, insectívors com el pit-roig o reiet, el totestiu o capellana i altres pàrids, còrvids, picots, etc.
Ben representades es troben també les rapinyaires, tant diürnes com nocturnes; així, crien i s'alimenten espècies com l'àguila reial, l'àguila serpera, l'aligot, el falcó, l'astor, l'esparver i el xoriguer comú; entre les nocturnes, hi són el brúfol o duc, el mussol banyut, el gamarús o caro, el mussol, l'òliba i el xot. Actualment, la presència del voltor comú ha tornat a consolidar-se després del projecte de reintroducció iniciat al 2000. A 2024 la serra compta amb unes 35 parelles que sobrevolen de forma permanent les contrades de la serra.
Entre els mamífers, cal ressaltar el conill com a aliment bàsic dels carnívors com el gat salvatge, la fagina, la mostela, la geneta, el difícil de localitzar teixó i l'abundant rabosa. Per la seua abundància també cal esmentar el porc senglar.
A títol anecdòtic, alguns investigadors de la Universitat d'Alacant han descobert un tipus estrany de rabosa a la serra de Mariola. És una rabosa completament negra i de la qual s'han pogut catalogar fotogràficament 8 individus. Després de dur a terme diversos estudis de genotip, s'ha corroborat que no és una nova espècie animal sinó una mutació genètica de la guineu comuna (Vulpes vulpes).

## Activitat humana

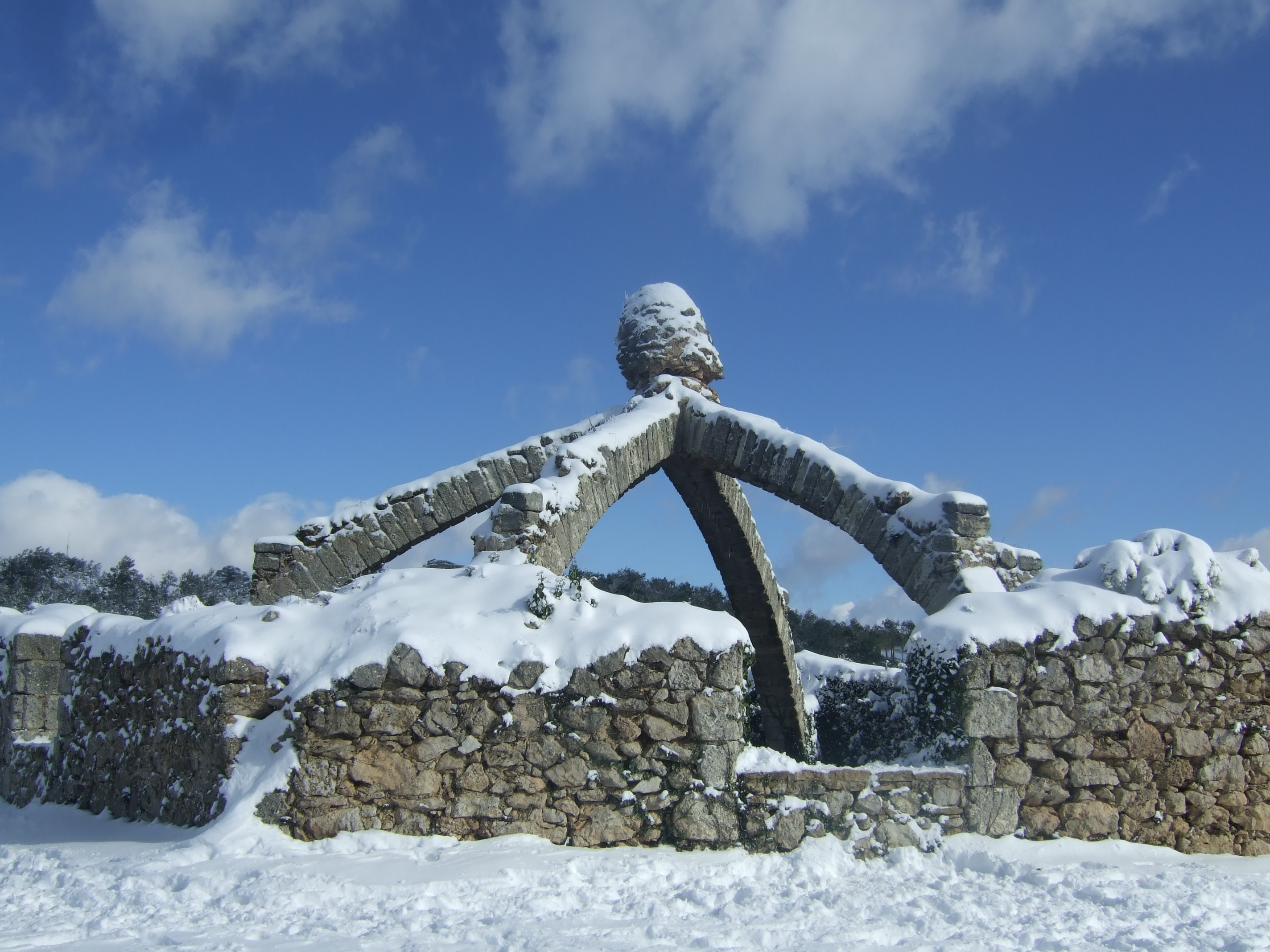
Cava Gran, al terme municipal d'Agres

Innombrables troballes arqueològiques testimonien la presència humana a la serra des del Paleolític (vegeu jaciments de cova del Pastor i cova del Salt, Alcoi; etc.), principalment al sud-est i a les proximitats del riu Vinalopó: pintures, jaciments (neolítics, del bronze i ibèrics, principalment), castells, caves, masos, forns de calç i altres construccions així ho demostren. Del Neolític trobem la cova de la Sarsa i cova "Emparedà", Bocairent; cova Bolumini, Alfafara; etc.; de l'Eneolític cova de la Sarsa i cova "Emparedà", Bocairent; cova del Moro, Agres; coves de la Boira, cova de la Figuereta i jaciment funerari de les Llometes, Alcoi; etc.; de l'edat del bronze Mola Alta de Serelles, Cocentaina; mola d'Agres, Agres; etc.; i de la cultura ibèrica l'Alberri, Cocentaina; el Castellar, Alcoi; etc.
Aquest poblament humà estaria molt condicionat pel clima, el relleu i l'altitud, i serien la riquesa de la fauna, l'exuberància de la vegetació, però sobretot l'abundància d'aigües, els elements que impulsarien els primers pobladors a assentar-se en aquestes terres.
Amb el temps, l'aprofitament dels recursos naturals donaria lloc a l'aparició de molts diversos oficis, hui en dia molts desapareguts, com a conseqüència dels avanços en tecnologia i l'èxode rural.
Així, la serra disposa de moltes sendes i camins que servien a la necessitat vital de comunicació de persones que exercien oficis diversos, com ara nevaters, masovers, caçadors, llenyataires, carboners i ramaders, i que hui són usats per senderistes. Amb la finalitat de conservar eix patrimoni històric i de preservar la flora i la fauna autòctones, la serra de Mariola fou declarada parc natural el 8 de gener de 2002.

## Incendis forestals
Com qualsevol altre entorn natural mediterrani, cada estiu la serra de Mariola presenta un alt risc d'incendi forestal. Prova d'això és que en els últims 15 anys s'han declarat més de 5 incendis, alguns de provocats. L'últim en fou declarat l'11 de juliol del 2012 i calcinà 500 hectàrees amb quatre focus independents. La zona més afectada per aquest últim incendi fou la part central del parc natural, és a dir, la zona septentrional del terme d'Alcoi i la meridional de Cocentaina.

## Normativa legal
- Decret 79/2007, de 25 de maig, del Consell, pel qual s'aprova el Pla Rector d'Ús i Gestió del Parc Natural de la Serra de Mariola. [2007/7045].
- Decret 3/2002, de 8 de gener, del Govern Valencià, de declaració del Parc Natural de la Serra de Mariola (DOGV núm. 4167, de 14-01-2002).
- Decret 76/2001, de 2 d'abril, del Govern Valencià, pel qual s'aprova el Pla d'Ordenació dels Recursos Naturals de la Serra de Mariola (DOGV núm. 3978, d'11-04-2001).[16]